# Echis jogeri
Echis jogeri este o specie de șerpi din genul Echis, familia Viperidae, descrisă de Cherlin 1990. Conform Catalogue of Life specia Echis jogeri nu are subspecii cunoscute.